# Reed Kessler

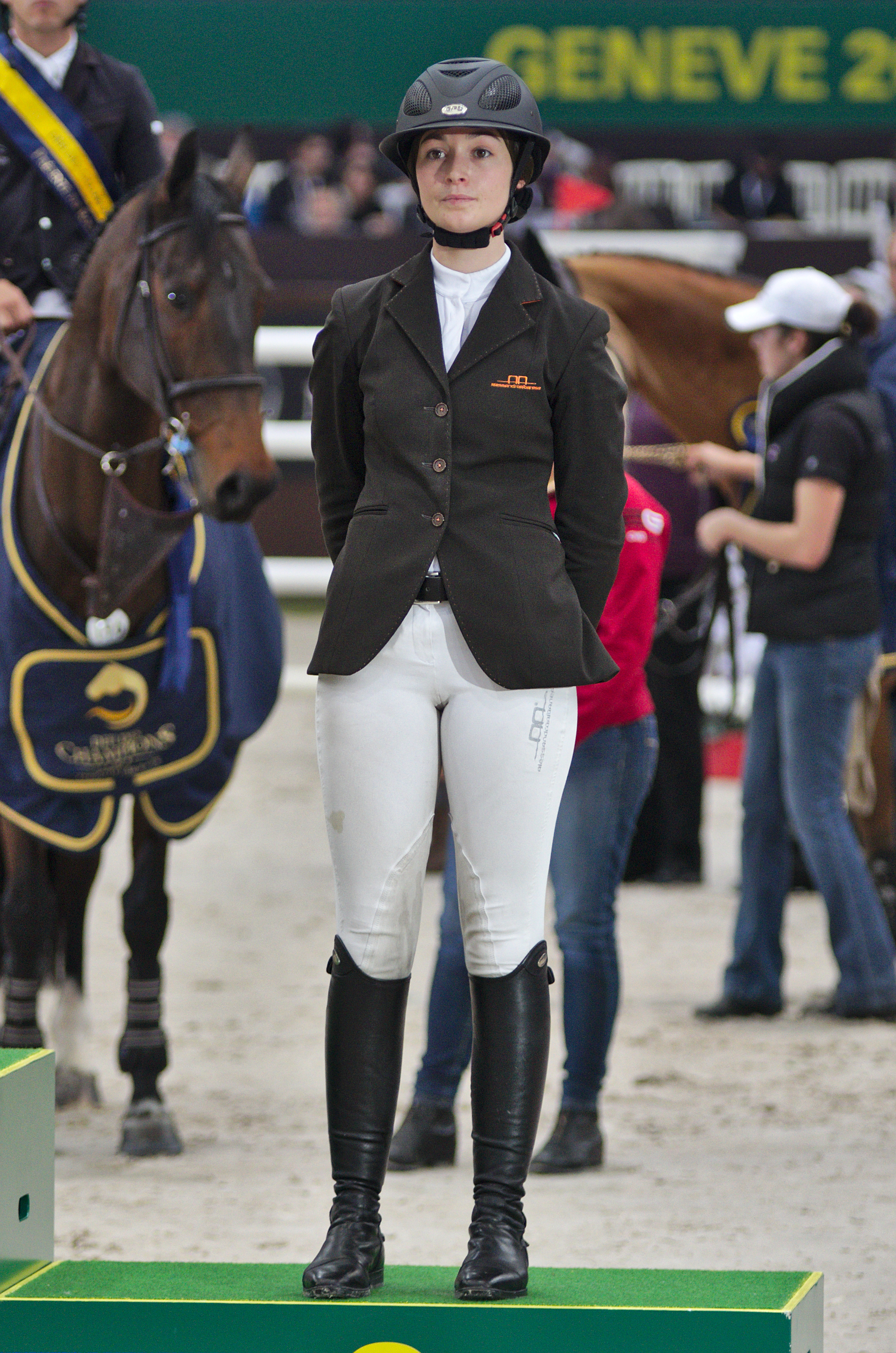
Reed Kessler (2013)

Reed Kessler (* 9. Juli 1994) ist eine US-amerikanische Springreiterin.

## Leben
Kessler stammt aus einer Reiterfamilie. Sie wurde jahrelang von ihrer Patentante Katie Prudent und deren Mann Henri trainiert.
Seit September 2013 trainiert Kessler bei Marcus Ehning in Deutschland und pendelt zwischen dessen Stallungen in Borken und ihrer Heimat Lexington.
Mit 18 Jahren ritt sie als jüngste Springreiterin aller Zeiten bei den Olympischen Spielen 2012 in London für die Vereinigten Staaten.
Im März 2013 befand sie sich auf Platz 45 der Weltrangliste.
Sie konnte sich für die  Olympischen Spiele 2020 in Tokyo qualifizieren.

## Pferde

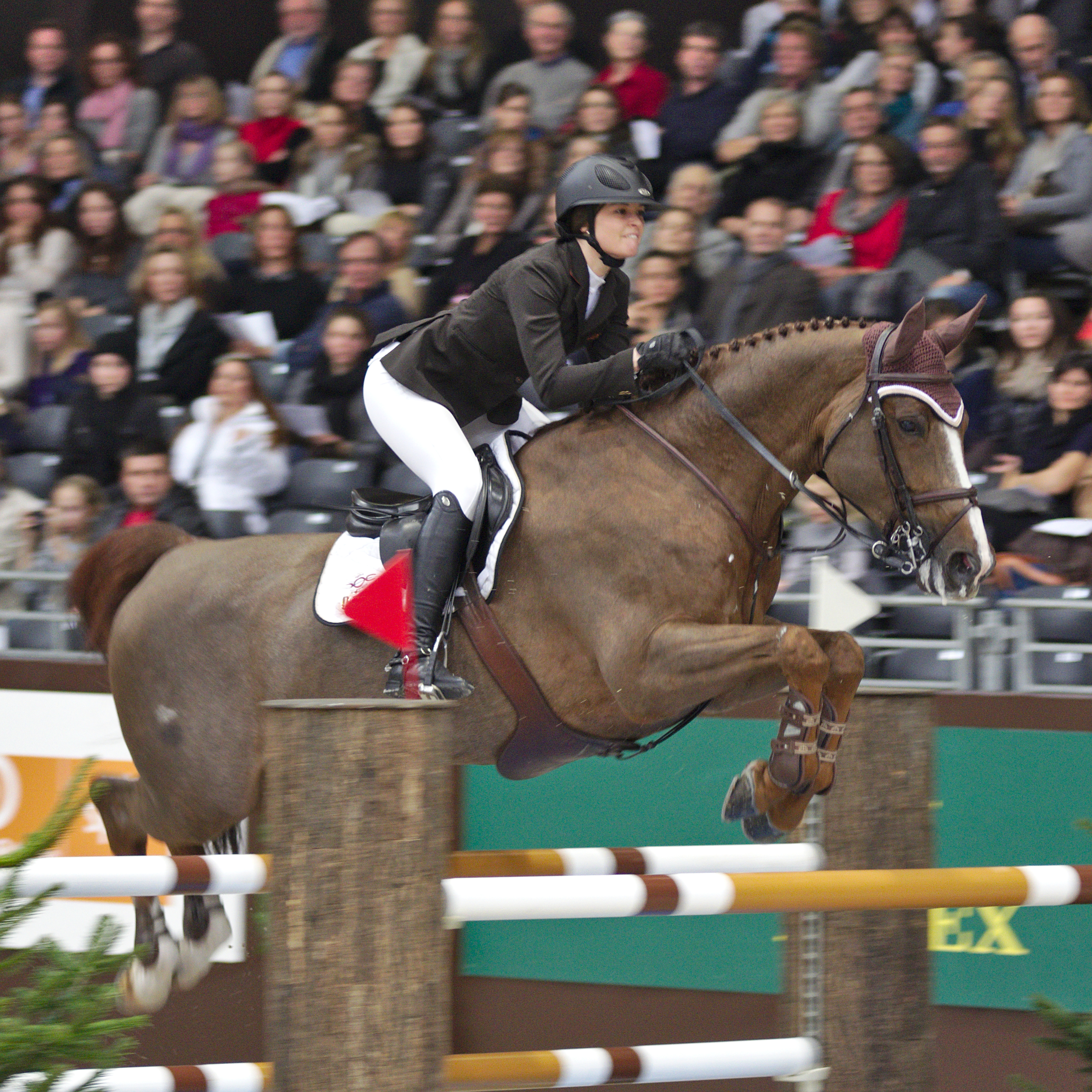
Reed Kessler und Cylana beim CHI Genf 2013

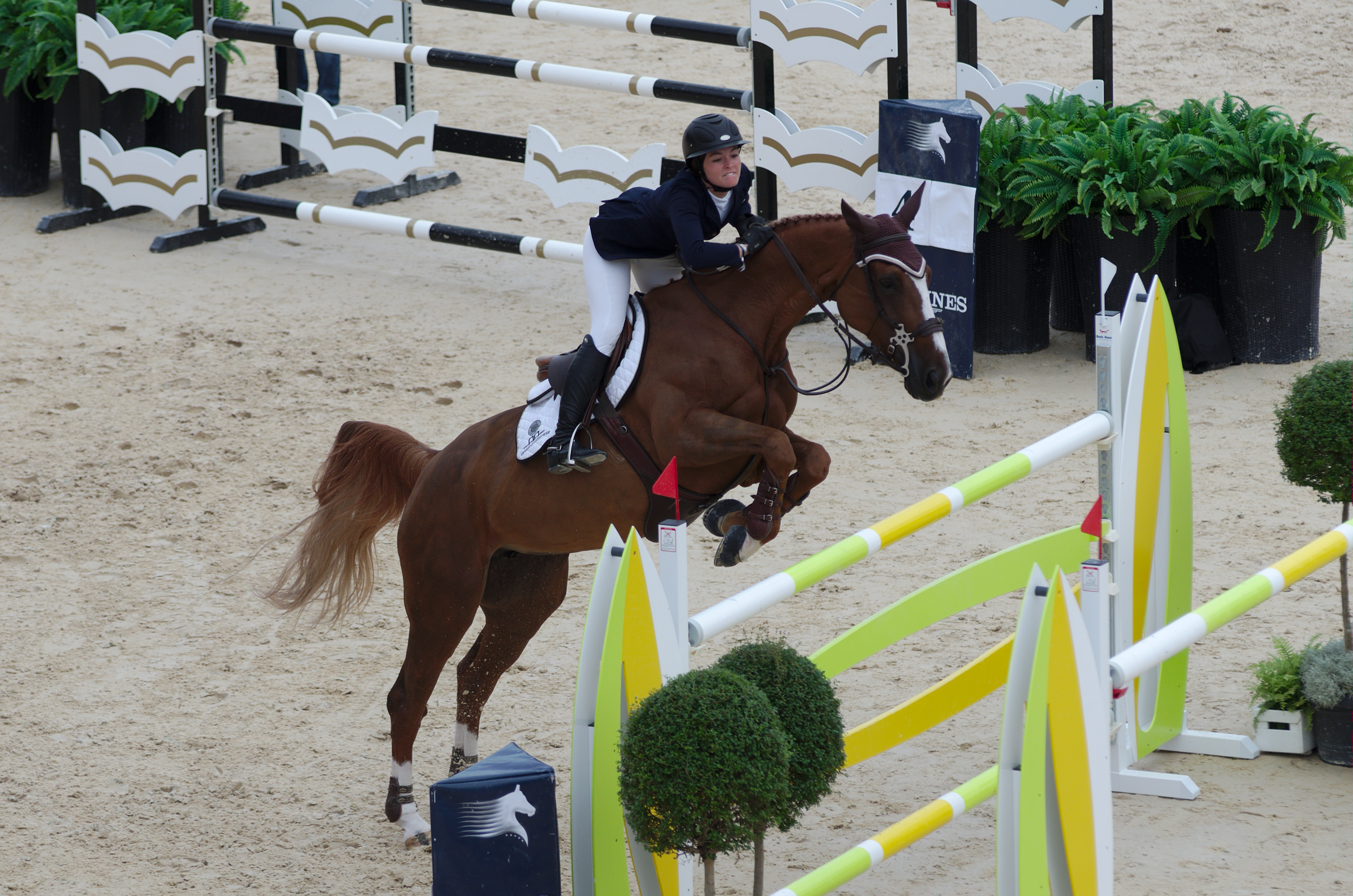
Reed Kessler und Soraya de l'Obstination bei der Lausanne International Horse Show 2013

- Cylana (* 2002), Belgisches Warmblut, Fuchsstute, Vater: Skippy II, Muttervater: Darco, Besitzer: Reed Kessler, seit Herbst 2011, zuvor von Marie Pellegrin-Etter geritten
- Ligist (* 2000), brauner Schwedischer Warmblut-Wallach
- Onishaa (* 1999), Holsteiner, Schimmelstute, Vater: Caretino, Muttervater: Athlet Z, seit 2010, zuvor von Niall Talbot geritten
- Pacha de Nantuel (* 2003), Selle Français, Fuchswallach, Vater: Papillon Rouge
- Mika (* 1999, ehemals: Looping Stouck), Selle Français, brauner Wallach, Vater: Nidor Platiere, Muttervater: Rubis Rouge
- Wolf S (* 2003), KWPN, brauner Wallach, Vater: Numero Uno, Muttervater: Peter Pan, seit 2013, zuvor von Romain Sottas geritten
- Soroya de L’Obstination (* 2002), Belgisches Warmblut, Fuchsstute, Vater: Kashmir van Schuttershof, Muttervater: Skippy-II, seit 2013, zuvor von José Thiry geritten
- Charity 33 (2005), Vater: Cayetano L, Muttervater: C-Indoctro, seit Oktober 2014, zuvor von Judy Ann Melchior geritten.

## Erfolge
- Olympische Spiele
  - 2012, London: 6. Platz mit der Mannschaft und 43. Platz im Einzel (Cylana)